# フランク・モラー
フランク・モラー（Frank Moeller, 1970年9月8日 - ）は、旧東ドイツのヴァイマル出身の柔道選手。階級は100kg超級。身長189cm。体重125kg。

## 人物
1990年の世界ジュニア95kg超級では、東ドイツ代表で出場して3位となった。1992年のヨーロッパ選手権決勝では、世界チャンピオンであるロシアのセルゲイ・コソロトフに小外刈で一本勝ちして優勝するが、ドイツ国内のこの階級には1988年ソウルオリンピック2位のヘンリー・ストールがいたために1992年バルセロナオリンピックには出場できなかった。1993年の世界選手権では95kg超級で3位となった。1994年の正力国際では2階級制覇を達成した。1995年の世界選手権では、準決勝で小川直也から一本背負投で有効を取って破るが、決勝でフランスのダビド・ドゥイエに大内刈で一本負けして2位に終わった。1996年アトランタオリンピックでは3回戦でスペインのエルネスト・ペレスに判定で敗れるが、その後の3位決定戦では小川を払巻込で破り3位となった。2000年シドニーオリンピックでは3回戦でロシアのタメルラン・トメノフに巴投で敗れた。2001年に地元ドイツのミュンヘンで開催された世界選手権では無差別で3位となった。

## 主な戦績
階級表記のない大会は、すべて95kg超級および100kg超級での成績。
- 1989年 - ハンガリー国際 優勝
- 1989年 - ヨーロッパ選手権 2位
- 1990年 - 世界ジュニア 3位
- 1990年 - ヨーロッパ選手権 3位
- 1990年 - ヨーロッパジュニア 優勝
- 1990年 - 嘉納杯 5位
- 1991年 - ドイツ国際 3位
- 1992年 - ヨーロッパ選手権 優勝
- 1992年 - 嘉納杯 3位
- 1993年 - チェコ国際 優勝
- 1993年 - ヨーロッパ選手権 3位
- 1993年 - 世界選手権 3位
- 1994年 - 正力国際 95kg超級 優勝 無差別 優勝
- 1994年 - ドイツ国際 優勝
- 1994年 - ヨーロッパ選手権 3位
- 1994年 - ワールドカップ団体戦 2位
- 1994年 - 嘉納杯 優勝
- 1995年 - ヨーロッパ選手権 2位
- 1995年 - 世界選手権 2位
- 1996年 - 正力国際 95kg超級 2位 無差別 3位
- 1996年 - アトランタオリンピック 3位
- 1996年 - 嘉納杯 2位
- 1997年 - フランス国際 3位
- 1998年 - 正力国際 3位
- 1998年 - ドイツ国際 3位
- 1999年 - 嘉納杯 3位
- 1999年 - 世界選手権 5位
- 2000年 - ヨーロッパ選手権 100kg超級 3位 無差別 3位
- 2001年 - ドイツ国際 2位
- 2001年 - 世界選手権 無差別 3位
- 2002年 - ドイツ国際 3位
- 2003年 - フランス国際 2位
- 2003年 - ドイツ国際 3位
- 2003年 - 世界選手権 5位
- 2004年 - ドイツ国際 3位